# فرانچسکو آچربی
فرانچسکو آچربی (ایتالیایی: Francesco Acerbi؛ زادهٔ ۱۰ فوریهٔ ۱۹۸۸) بازیکن فوتبال اهل ایتالیا است که برای باشگاه فوتبال اینتر میلان در پست مدافع میانی بازی می‌کند.
وی تا به الان دو بار با بیماری سرطان دست و پنجه نرم کرده و در هر دوبار بر این بیماری غلبه کرده‌است.
آچربی طی سالهای ۲۰۱۵ الی ۲۰۱۹ موفق شده بود به رکورد ۱۴۹ بازی پیاپی در سری آ بدون محرومیت یا مصدومیت برسد و از ابتدا در ترکیب ساسولو و سپس لاتزیو به میدان برود. این رکورد با ۱۶۲ بازی در اختیار خاویر زانتی است.

## افتخارات

### باشگاهی
لاتزیو
- جام حذفی فوتبال ایتالیا(۱): ۱۹–۲۰۱۸
- سوپر جام فوتبال ایتالیا(۱): ۲۰۱۹

اینتر میلان
- سری آ(۱): ۲۴–۲۰۲۳
- جام حذفی فوتبال ایتالیا(۱): ۲۳–۲۰۲۲
- سوپرجام فوتبال ایتالیا(۲): ۲۰۲۲، ۲۰۲۳
- لیگ قهرمانان اروپا: ۲۳–۲۰۲۲، ۲۵–۲۰۲۴ (نایب‌قهرمان)

### ملی
ایتالیا
- جام ملت‌های اروپا(۱): ۲۰۲۰
- لیگ ملت‌های اروپا: ۲۱–۲۰۲۰، ۲۳–۲۰۲۲ (سوم)

## آمار ملی

### گل‌های ملی
| شماره | تاریخ          | میزبان | بازی ملی | حریف  | نتیجه | رقابت                         |
| ----- | -------------- | ------ | -------- | ----- | ----- | ----------------------------- |
| ۱     | ۱۵ نوامبر ۲۰۱۹ | زنیتسا | ۶        | بوسنی | ۳–۰   | مقدماتی جام ملت‌های اروپا ۲۰۲۰ |

### بازی‌های ملی
تا تاریخ ۸ مه ۲۰۲۵
| ایتالیا | ایتالیا | ایتالیا | ایتالیا |
| سال     | بازی    | گل      | پاس گل  |
| ------- | ------- | ------- | ------- |
| ۲۰۱۴    | ۱       | ۰       | ۰       |
| ۲۰۱۶    | ۱       | ۰       | ۰       |
| ۲۰۱۸    | ۱       | ۰       | ۰       |
| ۲۰۱۹    | ۳       | ۱       | ۰       |
| ۲۰۲۰    | ۵       | ۰       | ۰       |
| ۲۰۲۱    | ۱۱      | ۰       | ۱       |
| ۲۰۲۲    | ۶       | ۰       | ۰       |
| ۲۰۲۳    | ۶       | ۰       | ۰       |
| مجموع   | ۳۴      | ۱       | ۱       |